# Taenia
Taenia Linnaeus, 1758 è un genere di vermi parassiti appartenenti al phylum Platyhelminthes, classe Cestoda. Sono perciò rispettivamente vermi piatti e di aspetto nastriforme.
Per l'esattezza sono endoparassiti obbligati di animali onnivori o carnivori, in alternanza con le loro prede.
Col nome comune "tenia" spesso ci si riferisce erroneamente anche a specie attribuite ad altri generi ma con un ciclo vitale simile.

## Morfologia
Le specie di questo genere sono prive di una bocca e di un tubo digerente, aprocte e acelomate, ma ciò non rappresenta un problema per il loro metabolismo dal momento che vivono nell'intestino dell'ospite immerse nel chilo, un brodo di sostanze già digerite che assorbono attraverso la superficie del corpo.
Possono raggiungere dimensioni ragguardevoli. Ad esempio le 2 specie che più comunemente parassitano l'uomo, Taenia solium e Taenia saginata, hanno rispettivamente una lunghezza media di 3-5 e 10 metri.

## Ciclo parassitario
L'essere umano (ospite secondario) è infettato mangiando carne cruda o mal cotta di animali infestati (ospiti primari) che contengono nei muscoli larve di Taenia, chiamate cisticerchi. Il periodo di prepatenza, cioè il tempo tra l'ingestione delle larve e la possibilità di riprodursi sessualmente nell'organismo, varia dalle 2 alle 3 settimane: ciò è dovuto al tempo necessario al parassita per svilupparsi all'interno dell'intestino.
Nell'intestino la larva si sviluppa in una sorta di testa detta scolice, munita di ventose o uncini, con cui si àncora alla parete dell'organo. Dallo scolice si producono poi un gran numero di segmenti corporei, chiamati proglottidi che, come anelli di una catena, si allungano anche per più metri.
La tenia è in pratica priva di sistema nervoso e apparato digerente (regressione parassitaria). Le proglottidi contengono i due tipi di gonadi (ermafroditismo) da cui avviene l'autofecondazione.
Quando un segmento è maturo si stacca e le uova fecondate sono espulse con le feci. Le larve che ne derivano possono essere ingerite dall'ospite intermedio: se ciò avviene esse raggiungono i muscoli dove si incistano, ricominciando il ciclo. Un essere umano infettato può eliminare tramite le feci milioni di uova al giorno, sia allo stato "libero" sia racchiuse nelle proglottidi. Queste uova possono sopravvivere in natura per diversi mesi durante i quali possono infettare un nuovo ospite intermedio.
La parassitosi che concerne la presenza di larve di Taenia incistatesi nei muscoli, o più raramente in altri tessuti, è detta cisticercosi. In questo caso l'ospite è detto intermedio.
La parassitosi che vede presenti le forme adulte a livello intestinale è detta teniasi. In questo caso l'ospite è detto definitivo.

## Diagnosi
La diagnosi si basa sull'analisi microscopica delle feci per la ricerca di uova (indistinguibili fra T. solium e T. saginata) e l'analisi delle proglottidi per individuare la specie: una volta utilizzato acido acetico per la lisi dei corpuscoli calcarei che donano il caratteristico aspetto lattescente a questi vermi, è possibile contare le ramificazioni uterine che sono 15-20 per T. saginata e 7-13 per T. solium.

## Tassonomia
Del genere Taenia sono note le seguenti 32 specie, con 2 sottospecie:
- Taenia arctos.
- Taenia asiatica. Diffusa in Asia. Ha come ospite intermedio sia Bovinae che Suinae, come definitivo l'uomo. Lunga 350 cm, unica specie ad avere protuberanze posteriori nella proglottide gravida, conta 13 ramificazioni uterine.
- Taenia bovis.
- Taenia bubesei. Areale limitato a quello dei suoi ospiti definitivi. Pare infettare specificamente leoni (Panthera leo) e tigri (Panthera tigris). Sebbene l'areale del leone asiatico (Panthera leo persica) si sovrapponga a quello della tigre, piuttosto che a quello delle sottospecie di leone africane, 2 tigri del Mar Caspio (Panthera tigris virgata), nel Tagikistan sud-occidentale, ospitavano alcune tenie nei loro intestini della stessa specie recuperata prima in leoni africani, secondo Chernyshev (1953)[1].
- Taenia cervi.
- Taenia crassiceps. Diffusa principalmente in Nord America. Ha come ospite intermedio il genere Rattus, occasionalmente l'uomo, come definitivo il coyote (Canis latrans).
- Taenia crocutae.
- Taenia gonyamai. Endemica dell'Africa. Ha per ospite intermedio varie specie di Bovidae africani, come definitivo il leone (Panthera leo)[2].
- Taenia gonyami.
- Taenia hyaenae.
- Taenia hyane.
- Taenia hydatigena. Cosmopolita. Ha per ospite intermedio Ruminantia e Suinae, come definitivo principalmente Canidae, occasionalmente l'uomo.
- Taenia krabbei.
- Taenia laticollis.
- Taenia madoquae.
- Taenia martis.
- Taenia multiceps.
  - Taenia multiceps gaigeri.
- Taenia mustelae. Diffusa in Nord America. Ha per ospite intermedio i Rodentia, come definitivo i Mustelidae.
- Taenia ovis. Ha per ospite intermedio il genere Ovis, come definitivo i Canidae.
- Taenia oviskrabbei.
- Taenia parva.
- Taenia pisiformis. Cosmopolita. Ha come ospite intermedio principale i Lagomorpha, ma può infettare anche Rodentia e Carnivora.
- Taenia polyacantha.
- Taenia regis.
- Taenia rileyi. Distribuito negli Stati Uniti d'America o poco oltre i suoi confini. Ha come ospite intermedio i Rodentia, come definitivo d'elezione la lince rossa (Lynx rufus), ma può infettare anche il gatto domestico (Felis silvestris catus).
- Taenia saginata. Cosmopolita. Ha come ospite intermedio i Bovinae, come definitivo obbligato l'uomo. Lunga circa 10 metri, conta 15-20 ramificazioni uterine.
  - Taenia saginata asiatica.
- Taenia serialis. Ampio areale, Nord e Sud America, Africa ed Europa[3][4]. Ha per ospite intermedio i Lagomorpha, occasionalmente l'uomo[5][6], per definitivo i Canidae.
- Taenia simbae.
- Taenia solium. Cosmopolita, molto comune in Africa, meno comune nei paesi di religione islamica, dove il consumo di carne suina è vietato[7]. Ha per ospite intermedio il maiale (Sus scrofa domesticus), come definitivo principale l'uomo. Lunghezza media di 3-5 metri, conta 7-13 ramificazioni uterine.
- Taenia taeniaeformis. Ha come ospite intermedio Rodentia, secondariamente Lagomorpha, come definitivo principale i Felinae, talvolta i Canidae.
- Taenia tenuicollis.
- Taenia twitchelli.

Sono diverse le specie che possono parassitare occasionalmente l'uomo, ma le sole 3 che lo hanno come ospite definitivo d'elezione sono T. asiatica, T. saginata e T. solium.
Tra le specie ascritte ad altri generi ma che vengono impropriamente chiamate tenie, tutte appartenenti alla classe Cestoda, si possono citare:
- Diphyllobothrium latum. Può parassitare l'uomo, superare i 10 metri, ed ha come ospiti intermedi alcuni pesci come la trota (Salmo trutta) o il persico (Perca fluviatilis).
- L'intero genere Echinococcus. Di dimensioni molto ridotte, danno origine a parassitosi specifiche note come idatidosi (se della forma larvale) ed echinococcosi (se della forma adulta).
- Hymenolepis nana. Forma adulta tra 1,5–4 cm. Ha come ospite intermedio Arthropoda, come definitivo Rodentia e uomo.